# Hans Balatka

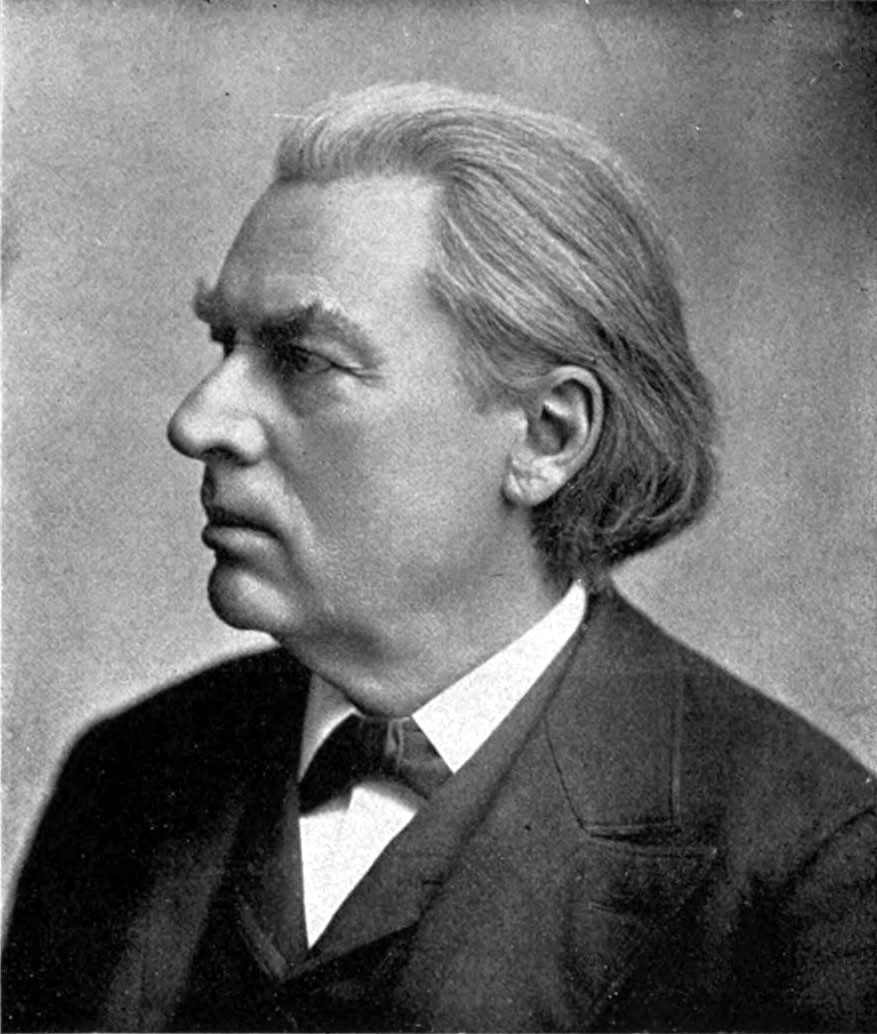
Hans Balatka

Hans Balatka (* 26. Februar 1825 in Doly, dt. Hoffnungsthal; † 17. April 1899 in Chicago) war ein österreichisch-amerikanischer Komponist mährischer Herkunft.

## Leben
Balatka studierte in Wien bei Simon Sechter und Heinrich Proch. 1849 wanderte er in die USA aus. Von 1851 bis 1860 leitete er einen Musikverein in Milwaukee, danach wirkte er als Leiter der Philharmonic Society und der Musical Union in Chicago.
Neben einer Kantate sind von Balatka Chorsätze für die von ihm geleiteten Gesangsvereine, Lieder und Orchesterphantasien erhalten.